# Atti di disposizione del proprio corpo
Gli atti di disposizione del proprio corpo sono gli atti con i quali un soggetto può acconsentire alla diminuzione di parti del proprio corpo, anche temporanee come nel caso di trasfusioni di sangue, oppure non transitorie come nel caso specifico di donazioni o trapianti di organi. Rientra in questa categoria, ad esempio, anche il mutamento di organi determinanti il sesso di un individuo.
Secondo l'art. 5 del Codice civile italiano gli atti di disposizione del proprio corpo sono vietati qualora cagionino in modo permanente l'integrità fisica del soggetto, o quando contrari alla legge, all'ordine pubblico o al buon costume.
Pur se collocato in un contesto normativo privatistico, l'art. 5 è considerato espressione di un principio generale dell'ordinamento italiano e avente dunque valore di norma dispositiva e inderogabile.

## Il principio materialistico
La norma dell'art. 5 esprime una concezione fortemente materialistica del legislatore del 1942: l'integrità fisica era un valore di cui la legge si disinteressava, fino a quando non si verificava un illecito di lesione, cioè la cosiddetta iniuria corpore corporis illata di romanistica memoria.

Il corpo umano era considerato una res, un tutto in quanto tale, un insieme di parti distinte ma unite, ma comunque sempre guardate dal punto di vista materialistico. Qualunque manomissione del corpo era vietata, anche nel settore dei trapianti a scopo terapeutico.
Fino a pochi decenni fa, in giurisprudenza si affermava:
- l'invalidità del consenso agli interventi chirurgici che, pur migliorando la psiche del soggetto, comportavano permanenti diminuzioni all'integrità del corpo (ad esempio, interventi di chirurgia estetica);
- l'illiceità della condotta della donna che nascondeva la propria verginità al marito;
- l'illiceità della seduzione attuata con promessa di matrimonio, fonte di lesione della libertà sessuale per la mancata realizzazione di conveniente sistemazione matrimoniale;
- l'illiceità (anche sotto il profilo penale) della donazione di un rene, di una ghiandola, ecc.
- l'illiceità delle operazioni di cambiamento di sesso (prima della legge n. 164 del 1982).

## Il principio personalistico
L'individuazione e l'affermazione del principio personalistico di rispetto della libertà individuale ha comportato una diversa considerazione dell'uomo come persona, cioè come valore e non come cosa materiale, quindi dotato di piena autodeterminazione. Esplicita l'interpretazione fornita da Cass. pen., Sez. Un., 21 gennaio 2009, n. 2437, udienza del 18 dicembre 2008, in Dir. pen. e proc., 2009, p. 447, che ha aperto ad una interpretazione dell'art. 5 c.c. che ha sostituito il concetto «statico» di integrità fisica con quello «dinamico» di salute, riconducendo il «potere» di disporre ad una «libertà di decidere e di autodeterminarsi in ordine a comportamenti che in vario modo coinvolgono e interessano il proprio corpo»
A questa conquista di civiltà giuridica, fanno da péndant tutte le scoperte in campo biologico, fino ad arrivare alla recente mappatura del genoma, che hanno messo in risalto il nesso tra organismo vivente e giuridicità.
A partire dagli anni settanta, attraverso leggi di attuazione dei principi costituzionali (parità fra i sessi, diritto alla salute come bene individuale e interesse collettivo), sono caduti molti divieti derivanti da una lettura omnicomprensiva dell'art. 5 citato, come ad esempio il divieto di contraccezione e di aborto, e si è instaurata una formale uguaglianza fra i sessi nella relazione col proprio corpo, fondata sul principio di autoresponsabilità.
A caratterizzare attualmente la materia, vi è il super-principio della inviolabilità della dignità umana, sancito dalla cosiddetta Carta di Nizza all'art. 1, con il relativo corollario che vieta categoricamente di "fare del corpo umano e delle sue parti una fonte di profitto".
Costituiscono espressione dell'autodeterminazione circa la propria salute ed il proprio corpo anche il consenso informato al trattamento medico o terapeutico, eventualmente espresso anticipatamente attraverso un cosiddetto testamento biologico, meglio definibile come dichiarazione anticipata di trattamento, oltre al prelievo destinato al trapianto di organi, il consenso alla procreazione assistita, la domanda di mutamento di sesso per transessualità. Riguardano la destinazione del corpo dopo la propria morte le scelte sulla sepoltura, anche per cremazione e quelle relative al sepolcro familiare o gentilizio.
Nel caso specifico della procreazione assistita, l'applicazione del principio personalistico attiene anche la garanzia dei diritti costituzionali del nascituro, quali sono i diritti della persona e della famiglia.

## Parti del corpo disponibili
Possibili oggetti di un atto dispositivo del proprio corpo possono essere:
- parti del corpo riproducibili (es. sangue, sperma, midollo osseo, ecc)[5];
- parti del corpo non riproducibili (es. rene, fegato, cornea, cuore, ecc.)[5].

Il discrimine tra liceità ed illiceità dell'atto di disposizione, però, non risiede nel carattere di riproducibilità o meno dell'organo o tessuto ceduto, quanto, piuttosto, nel carattere oneroso o gratuito del contratto con cui si dispone di una parte del proprio corpo.

In altre parole, come anche ribadito dalla Convenzione sui diritti umani e la biomedicina, firmata a Oviedo il 4 aprile 1997 ed entrata in vigore sul piano internazionale il 1º dicembre 1999, è vietato espressamente il traffico di organi e di tessuti di origine umana, soprattutto verso Stati che ne fanno libero commercio.

Il prelievo ed il trapianto di organi sono dunque consentiti, in deroga al divieto, tutte le volte che sono a titolo gratuito, effettuati cioè per spirito di solidarietà civile e sociale.

Una esemplificazione: la legge 16 dicembre 1999, n. 483, recante Norme per consentire il trapianto parziale di fegato, dispone all'art. 1 che «In deroga al divieto di cui all'articolo 5 del codice civile è ammesso disporre a titolo gratuito di parti di fegato al fine esclusivo del trapianto tra persone viventi (...)».
Ulteriore esemplificazione: la Legge 26 giugno 1967 n. 458, all'art. 1 dispone che «In deroga al divieto di cui all'art. 5 del Codice civile, è ammesso disporre a titolo gratuito del rene al fine del trapianto tra persone viventi».